# ICAR Universal
Le ICAR Universal était un avion léger fabriqué en Roumanie par Întreprinderea de Construcții Aeronautice Românești durant l'entre-deux-guerres. C'était une version améliorée du Messerschmitt M-23.